# T. Rex (album)
Pour les articles homonymes, voir T-Rex.
Albums de T. Rex
A Beard of Stars
(1970) Electric Warrior
(1970)
T. Rex est le cinquième album du groupe de rock T. Rex, sorti en 1970.

## Titres
Tous les morceaux sont de Marc Bolan.

### Face 1
1. The Children of Rarn – 0:52
2. Jewel – 2:46
3. The Visit – 1:54
4. Childe – 1:41
5. The Time of Love Is Now – 2:43
6. Diamond Meadows – 1:58
7. Root of Star – 2:31
8. Beltane Walk – 2:28

### Face 2
1. Is It Love? – 2:36
2. One Inch Rock – 2:27
3. Summer Deep – 1:42
4. Seagull Woman – 2:19
5. Suneye – 2:07
6. The Wizard – 8:51
7. The Children of Rarn (Reprise) – 0:34

## Musiciens
- Marc Bolan : guitare, basse, orgue, chant
- Mickey Finn : basse, batterie, chœurs
- Tony Visconti : piano
- Howard Kaylan : chœurs
- Mark Volman : chœurs